# 比弗福爾斯鎮區 (明尼蘇達州倫維爾縣)
比弗福爾斯鎮區（英語：Beaver Falls Township）是位於美國明尼蘇達州倫維爾縣的一個行政鎮區。

## 地方資料
比弗福爾斯鎮區的面積為70.38平方千米，當中陸地面積為70.20平方千米，而水域面積為0.17平方千米。根據2020年美國人口普查的數據，當地共有人口206人，而人口密度為每平方千米2.93人。